# Angelo Ritig
Josip Angelo Ritig (n. 17 septembrie 1905, Ilok – d. 3 august 1989, Zagreb) a fost un scriitor și traducător croat.  Angelo Ritig a publicat în 1961 romanul O trezire neobișnuită (Sasvim neobično buđenje, tradus în limba română în 1968 de Nicolae Mărgeanu și Victoria Frîncu și publicat de Editura Tineretului în Colecția SF) și în 1965 romanul Dragoste în zgîrie-nor (Ljubav u neboderu).

## Biografie
În Ilok a terminat școala generală, a crescut la Zagreb. A urmat cursurile Facultății de Drept din Zagreb și a absolvit în 1929. A fost Secretar al Institutului Slavonic al Bisericii Vechi din Zagreb.

## Lucrări
- Sasvim neobično buđenje[4][5]
- Ljubav u neboderu, Epoha, Zagreb, 1965.
- Zaustavite zeleni mjesec, Globus, Zagreb, 1979.

## Vezi și
- Științifico-fantasticul în Croația
- Listă de scriitori croați